# Luke Hall (Schwimmer)
Luke Thomas Michael Hall (* 16. April 1989 in Hhohho) ist ein ehemaliger eswatinischer Schwimmer. 

## Erfolge
Er nahm an den Olympischen Sommerspielen 2008 in Peking und 2012 in London jeweils über 50 Meter Freistil teil. Dabei belegte er 2008 den 60. Platz, vier Jahre darauf wurde er Vierter seines Vorlaufs und belegte insgesamt Platz 36. Hall war bei beiden Spielen auch Fahnenträger der eswatinischen Delegation: 2008 bei der Schlussfeier und 2012 bei der Eröffnungsfeier.